# مهند حسني
مهند حسنى ممثل مصري خريج كلية الإعلام وفنون الاتصال قسم الإذاعة والتلفزيون، كما درس في المعهد العالى للفنون المسرحية

## أعماله

### مسلسلات
1. الطاووس (مسلسل) 2021 (حماد)
2. حكايات بنات (مسلسل) (الجزء5) 2020 (مالك)
3. علامة استفهام 2019 (عشماوي)
4. قيد عائلي 2019 (أحمد كامل الخولي)
5. الأب الروحي (مسلسل) (جزء1،2) 2017 (عمار سليم العطار)
6. ظل الرئيس 2017 (هشام)
7. كلبش 2017 (شادي حماد)

### أفلام
1. ريستا 2021